# Salvatore Ferrari
Salvatore Ferrari (Rivello, documentato 1720 – 1759) è stato un pittore italiano di origini meridionali, che lavorò maggiormente nella sua città e nella sua regione, dove dipinse numerose tele.

## Biografia
Poco si conosce della sua vita e sulla sua formazione artistica, gli unici dati a disposizione sono le date dei suoi lavori e qualche documentazione nelle fonti coeve.
Documentato inizialmente e costantemente in Basilicata, appare nella Calabria settentrionale dove sono presenti pitture firmate e datate dal 1722 al 1740. Si ritiene che sia un solimenesco, cioè risentisse dell'influenza di Francesco Solimena. Intorno al 1730 parrebbe documentata una sua attività nel “restauro” di pitture.
I suoi lavori possono essere visti ancora oggi in molte chiese lucane e in alcune calabresi.

## Le sue opere

### Rivello
- Chiesa di Santa Maria del Poggio, Pietà (1720)
- Chiesa di Sant'Antonio di Padova , Immacolata tra i Santi Francesco d'Assisi e Francesco di Paola (1756)
- Chiesa Matrice di San Nicola di Bari, Adorazione dei pastori (1756)
- Chiesa di Sant'Antonio di Padova, Santa Famiglia (1758)

### Viggiano
- Chiesa di Santa Maria del Monte, La Madonna di Viggiano tra San Gianuario e San Francesco di Paola (1726)

### Terranova da Sibari
- Chiesa di San Francesco di Paola, I cinque San Francesco (1722)

### Corigliano Calabro
- Chiesa di San Francesco di Paola, San Michele Arcangelo
- Chiesa di Sant'Antonio, Stimmate di San Francesco d'Assisi (1740)
- Chiesa di Sant'Antonio, Santa Lucia

### Stigliano
- Chiesa Madre, Assunta tra i Santi Giovanni Battista e Giovanni Evangelista (1759)